# 송지용
송지용(宋智龍, 1963년 10월 7일 ~ )은 대한민국의 정치인이다. 완주군의원과 전라북도의원을 역임했다.

## 학력
- 삼례국민학교 졸업
- 삼례중학교 졸업
- 우석고등학교 졸업
- 원광대학교 경제학 학사

## 경력
- 2006.07 ~ 2010.06: 제5대 전라북도 완주군의회 의원
  - 2006.07 ~ 2008.06: 제5대 전라북도 완주군의회 전반기 운영위원회 위원장
  - 2008.07 ~ 2010.06: 제5대 전라북도 완주군의회 후반기 예산결산특별위원회 위원장
- 2010.07 ~ 2014.03: 제6대 전라북도 완주군의회 의원
  - 2010.07 ~ 2012.06: 제6대 전라북도 완주군의회 전반기 산업건설위원회 위원장
- 2014년 7월 1일 ~ 2018년 6월 30일: 제10대 전라북도의회 의원
- 2018년 7월 1일 ~ 2022년 5월: 제11대 전라북도의회 의원
  - 2018.07 ~ 2020.06: 제11대 전라북도의회 전반기 부의장
- 2020년 7월 1일 ~ 2022년 5월 : 제11대 전라북도의회 후반기 의장
- 2020년 9월 ~ 2021년 11월: 제17대 전국시도의회의장협의회 전반기 정책위원
- 2021년 11월 ~ 2022년 6월: 제17대 대한민국시도의회의장협의회 후반기 부회장
- 2022년 1월 : 제20대 대통령선거 더불어민주당 이재명 후보 중앙선거대책위원회 균형발전위원회 전북공동위원장

## 역대 선거 결과
|  | 17.59% |

|  | 28.23% |

|  | 70.89% |

|  | 0% |

|  | 23.28% |